# تيكس كولتر
تيكس كولتر (بالإنجليزية: Tex Coulter)‏ هو لاعب كرة قدم أمريكية أمريكي، ولد في 26 أكتوبر 1924 في فورت وورث في الولايات المتحدة، وتوفي في 2 أكتوبر 2007 في أوستن في الولايات المتحدة.

## وصلات خارجية
- تيكس كولتر على موقع مرجع كرة القدم المحترفة.كوم (الإنجليزية)
- تيكس كولتر على موقع JustSportsStats.com (الإنجليزية)